# グラムコ
グラムコ株式会社(GRAMCO LIMITED) は、1987年山田敦郎によって設立された東京都中央区に本社をおく、企業・製品のブランディング（企業のCIやネーミング、パッケージデザインなど）を手がける企業。
山田敦郎は、ブランディング関係の書籍を多く出版している。
コンサルティング・プランニング・デザイン開発、マーケティング戦略、コミュニケーション戦略まで全方位でカバーしている。また、一級建築士を擁する設計部門を持ち、スペースブランディングも手がけている。
2004年、上海に中国法人（格拉慕可企業形象設計諮詢上海有限公司＝グラムコ上海）を設立、2006年には北京分公司（支社）も開設し中国市場での日系企業、中系企業、合弁企業などのブランド構築支援を行っている。
また、米国ニューヨークに本社を置くシーゲルゲール社やシンガポールのフロンテッジアジア、株式会社コネクトなどと提携している。
2022年5月、矢野陽一朗が取締役社長に就任。

## 関連会社
- 格拉慕可企業形象設計諮詢(上海)有限公司　Gramco Shanghai Inc.
- 格拉慕可企業形象設計諮詢（上海）有限公司北京分公司

## 山田敦郎の主要著作
- マーク～ブランドの向こうに見えるもの～（読売新聞社刊）
- ブランド力（中央公論新社刊）
- パワーブランドカンパニー（東洋経済新報社）
- ブランドチャレンジ（中央公論新社）
- 探求メジャーブランドへの道（税務経理協会）
- ブランド進化論（中央公論新社）
- 品牌全視角（中国語／上海人民出版社）

## グラムコがブランディングを手がけた主な企業・商品・サービス（日本）
- アイシア（旧マルハペットフード）
- アデカ（旧旭電化）
- IHI（旧石川島播磨重工業）
- インテリジェンス
- イオン・ウエルシア・ストアーズ
- NGI GROUP
- オリンパス
- 関西アーバン銀行
- ガリバー
- キーウェアソリューションズ
- キリングループ
- 学校法人慶應義塾／慶應義塾大学
- コクヨオフィスシステム
- コマツ
- サイバネットシステム
- サキ・コーポレーション
- SUMCO TECHXIV
- 三協リール
- 椎野正兵衛商店
- 静岡新聞・静岡放送
- シャープ
- 新光証券（現・みずほ証券）
- JALリゾッチャ
- JVCケンウッドホールディングス
- スカイライトコンサルティング
- センソユニコ
- 千疋屋総本店
- 双日グループ
- 損保ジャパン
- たいまつ食品
- ダイハツ（インターナルブランディングパート）
- ダイフク
- デジタルアーツ
- 監査法人トーマツ／税理士法人トーマツ
- 東洋炭素
- トヨタカローラ
- 内閣府沖縄離島（美ら島）ブランド化プロジェクト
- 新潟工科大学
- 日清食品グループ
- 日本科学未来館
- 日本政策金融公庫
- 日本電気
- 野村證券
- ハウスドゥ
- 日立グループ
- ピジョン
- ビッグエコー（第一興商）
- 福岡銀行グループ
- 富士ゼロックス／富士ゼロックス神奈川
- ブックファースト
- ブリヂストン
- プラウド（野村不動産）
- プロント
- ベスタクス
- ホテルユニゾ
- ホンダ
- ボーネルンド
- 防衛省
- 丸紅グループ
- Misumiグループ
- 三井記念病院
- 三越（ユア・セクレタリーサービス）
- メナード化粧品
- モーリスギター（モリダイラ楽器）
- ライブワン（住友生命）
- ルック
- ローソン（ローソンプラス）
- ローマイヤ

## グラムコがブランディングを手がけた主な企業・商品・サービス（海外）
- INAX（中国）
- サイアム・スティール・パイプグループ（タイ王国）
- サムスン（中国）
- 上海好世不動産（中国）
- セイコーウオッチ（中国）
- 蘇州メナード化粧品（中国）
- ピジョン上海（中国）
- VSST（シンガポール）
- 森永製菓（中国）
- レノボ（中国／アメリカ合衆国）